# Hipódromo de Santa Beatriz
El Hipódromo de Santa Beatriz fue una instalación deportiva, de propiedad del Estado Peruano y administrada por el Jockey Club de Lima, que fue sede de la actividad hípica desde 1903 hasta 1938, cuando se inauguró el Hipódromo de San Felipe.

## Ubicación en la ciudad
El Hipódromo de Santa Beatriz se encontraba en el lugar donde actualmente está el Campo de Marte, en el barrio de Santa Beatriz, en la ciudad de Lima, capital del Perú.

## Descripción de la fachada y determinación de su estilo
La fachada del Hipódromo era de estilo arquitectónico neomudéjar y presentaba arcos moriscos y galerías.

## Historia
A fines del siglo XIX, la Municipalidad de Lima otorgó, en enfiteusis, al Jockey Club de Lima los terrenos del fundo "Santa Beatriz" ubicados en la parte sur de la ciudad. En julio de 1903 se terminó la construcción de dicho recinto el cual se caracterizó por el estilo morisco de sus tribunas, inaugurándose ese año con una pista de 1600 metros por 12 de ancho. En 1909 se añadieron las tribunas de segunda y en 1924 las instalaciones del hipódromo serían ampliadas.
Durante el oncenio del presidente Augusto B. Leguía el hipódromo vivió quizá su etapa más brillante. La ciudad vivió un boom de construcciones por la celebración del centenario de la independencia del Perú. El estilo del estadio se vio conjugado con la construcción del Arco Morisco que los residentes españoles obsequiaron a la ciudad y que fue colocado en sus cercanías (primera cuadra de la recién construida avenida Leguía). 
Entre 1915 y 1923, la colonia británica se reunió en la instalaciones del hipódromo para practicar el deporte del golf. En 1923, uno de los caballos de carrera, perteneciente al Presidente Augusto B. Leguía, sufrió una grave lesión al pisar una de las pelotas de golf. Esto llevó a que los aficionados del golf fueran prohibidos de practicar el deporte en el hipódromo. Sin embargo, los golfistas adquirieron un terreno idóneo para construir un campo de golf dentro del distrito de San Isidro y fundaron el Lima Golf Club.

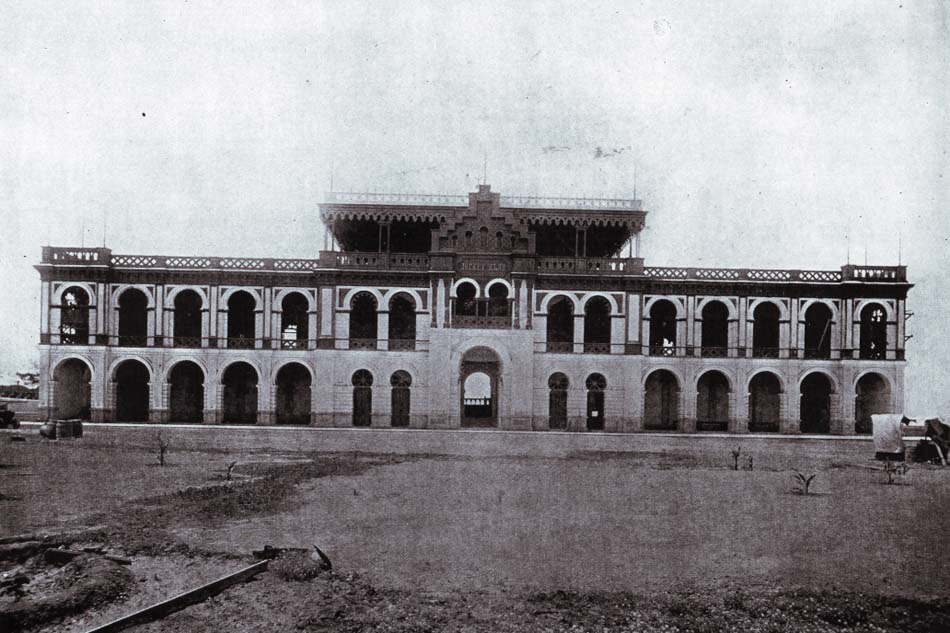
Perspectiva de la fachada del Hipódromo de Santa Beatriz.

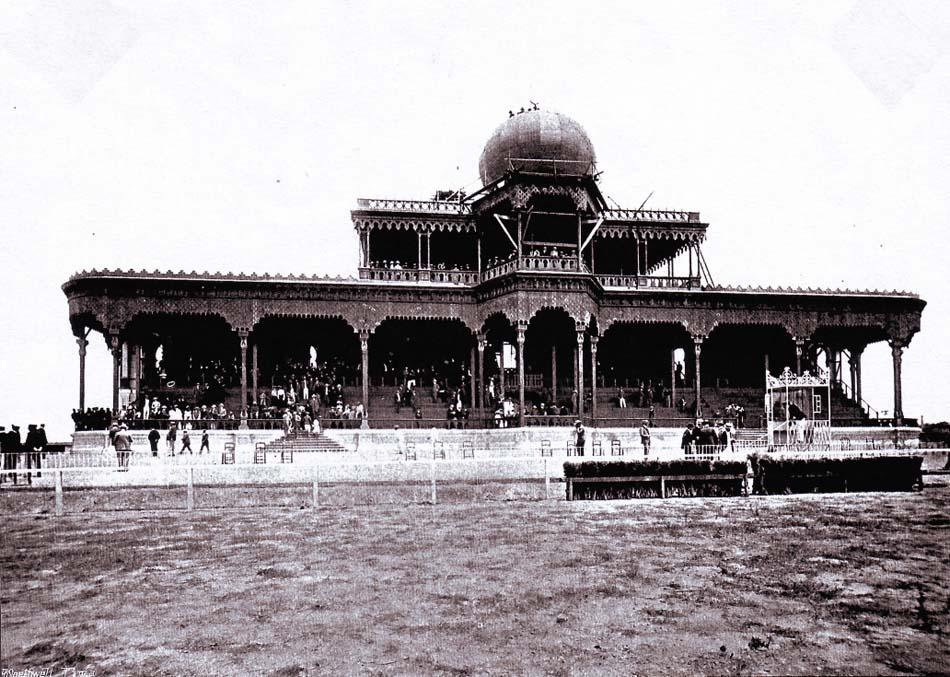
Vista de las tribunas, de estilo morisco, del Hipódromo de Santa Beatriz.

Era conocida la afición del presidente Leguía por la hípica, quien cedió al Jockey Club los terrenos para la construcción de una pista de 2400 metros. Allí se disputaron carreras internacionales celebrando el Centenario de la Independencia y el Centenario de Ayacucho, y se construyó en 1927 la tribuna de Socios que es lo único que aún existe (Actuales tribunas de la Avenida de la Peruanidad).
En 1930, la última tarde del gobierno de Leguía, en un clima de tremenda agitación social y política, el presidente fue al hipódromo, lo que constituyó su última presentación como gobernante. Luego de la caída de Leguía, el hipódromo tuvo que volver a la pista de 1600 metros, que duró hasta 1938.
En 1933, mientras pasaba revista a las tropas que se iba a enviar al Trapecio amazónico por el enfrentamiento armado con la república de Colombia y que estaban reunidas en los terrenos del hipódromo, colindantes al Campo de Marte, el presidente Luis Miguel Sánchez Cerro fue asesinado.
En 1938, ante el crecimiento urbano de la ciudad, los terrenos del hipódromo fueron requeridos por el Estado Peruano. A cambio se entregaron terrenos en el distrito de Jesús María, más al sur, donde se construyó el Hipódromo de San Felipe. Ese año fue el último que estuvo en actividad el Hipódromo de Santa Beatriz.